# Topobates scheloribatoides
Topobates scheloribatoides är en kvalsterart som först beskrevs av Ramsay 1966.  Topobates scheloribatoides ingår i släktet Topobates och familjen Scheloribatidae. Inga underarter finns listade i Catalogue of Life.